# Abarema longipedunculata
Abarema longipedunculata é uma espécie de legume da família das Leguminosae nativa da Venezuela.

## Sinônimos
- Pithecellobium longipedunculatum H.S.Irwin